# Sangihesilkesstjärt
Sangihesilkesstjärt (Eutrichomyias rowleyi) är en akut hotad tätting med mycket begränsad utbredning på en ö norr om Sulawesi i Indonesien.

## Utseende och läten
Sangihesilkesstjärten är en färgglad, 18 cm lång fågel. Ovansidan är sotblå, undersidan ljusare blågrå. Runt ögat syns en bart blå ögonnring och även näbben är blåaktig med mörkare övre näbbhalva. Liknande azurmonarken är mindre, med otydliga svarta fläckar på nacke, panna och bröst. Bland lätena hörs högljudda "tuk", "skr'rep... skr'rep" och "chew... chew... chew...".

## Utbredning och systematik
Fågeln återupptäcktes 1995 på Sangiheön norr om den indonesiska ön Sulawesi efter att ha ansetts utdöd. Den placeras som enda art i släktet Eutrichomyias. 

### Familjetillhörighet
Traditionellt har den okontroversiellt behandlats som tillhörande familjen monarker. Nyligen utförda DNA-studier visar dock förvånande nog att den står närmast de tre arterna silkesstjärtar i släktena Lamprolia och Chaetorhynchus, och bör därför flyttas till familjen solfjäderstjärtar (Rhipiduridae) dit dessa numera vanligen förs. Arten har därför också tilldelats ett nytt svenskt trivialnamn, från det tidigare sangihemonark. Vissa, som BirdLife International, placerar dock silkesstjärtarna i en egen familj, Lamproliidae.

## Status
IUCN kategoriserar arten som akut hotad.

## Namn
Fågelns vetenskapliga artnamn hedrar den engelske ornitologen George Dawson Rowley (1822-1878).